# 鸟黄创
鸟黄创（1980年12月25日—），越南女性政治家，斯丁族。越南第十四届国会代表（2016年至2021年），平福省国会代表，也是国会文化、教育、青少年与儿童委员会委员。2016年，她当选为平福省第2选区国会议员，该选区包括同帥市、福隆市社、同富县、富盈县和布当县。她是2011年至2016年任期越南第13届国会代表，属于平福省代表团。